# Циось, Денис Валерьевич
Денис Валерьевич Циось (укр. Денис Валерійович Ціось, позывной — Ghost; 19 января 1988, Пушкино — 7 июня 2024, Липцы) — украинский военнослужащий, старший сержант, участник российско-украинской войны. Герой Украины (2025, посмертно).

## Биография
Родился 19 января 1988 года в селе Пушкино Уссурийского района Приморского края. Позднее переехал в город Острог Ровненской области, где окончил местный лицей № 1 и профессионально-техническое училище, получив специальность слесаря по ремонту колесных транспортных средств и водителя категорий «B» и «C». Работал на станции технического обслуживания в Ровно.
19 марта 2014 года был мобилизован в Вооружённые силы Украины. С 2015 года участвовал в АТО. 25 февраля 2016 года заключил контракт с 130-м отдельным разведывательным батальоном, дислоцированным в городе Дубно Ровенской области, осуществив тем самым свою детскую мечту стать профессиональным военным.
16 октября 2019 года был уволен в запас, однако уже в ноябре того же года заключил контракт с воинской частью А1788 Сил специальных операций. С началом полномасштабного вторжения России в Украину в 2022 году был направлен на защиту Киевской области. Служил старшим сержантом, командиром 1-го отделения группы специального назначения воинской части А1788 ССО. Во время выполнения боевого задания получил ранение, но после выздоровления вернулся в строй.
7 июня 2024 года Денис Циось погиб в бою в районе села Липцы Харьковской области. 
Похоронен в городе Острог.

## Награды
- Звание «Герой Украины» с удостоением ордена «Золотая Звезда» (21 февраля 2025, посмертно) — за личное мужество и героизм, проявленные в защите государственного суверенитета и территориальной целостности Украины, верность военной присяге[4].
- Орден «За мужество» III степени (12 сентября 2022) — за личное мужество и самоотверженные действия, проявленные в защите государственного суверенитета и территориальной целостности Украины, верность военной присяге[5].